# Sporen volgen het Javaplantsoen
Sporen volgen het Javaplantsoen is een artistiek kunstwerk in Amsterdam-Oost, Indische Buurt.
Het is een werk of verzameling werken van Wim Tap, dat op het Javaplantsoen staat of ligt. Het noordelijk deel van het plantsoen is uitgevoerd als een veld van cement/asfalt dat behoort bij het kunstwerk. Vanuit die ondergrond rijst een aantal granieten vormen de lucht in, die doet denken aan menhirs uit de Keltisch tijd. De basis wordt gevorm door Bretons graniet dat op sommige plekken bewerkt is door de kunstenaar. Zijn motto is/was "Natura artis magistra" (natuur is leermeester van de kunst) en dat is terug te vinden in de door de natuur ontstane breuklijnen die in het materiaal te vinden zijn. Hij wilde hiermee de natuur de stad binnen halen.    
In een van de objecten is een watersproeier geplaatst. Een torentje, dat deel uitmaakt van de groep, is in de periode 2012-2019 verwijderd; in het voorjaar van 2020 weer teruggeplaatst.

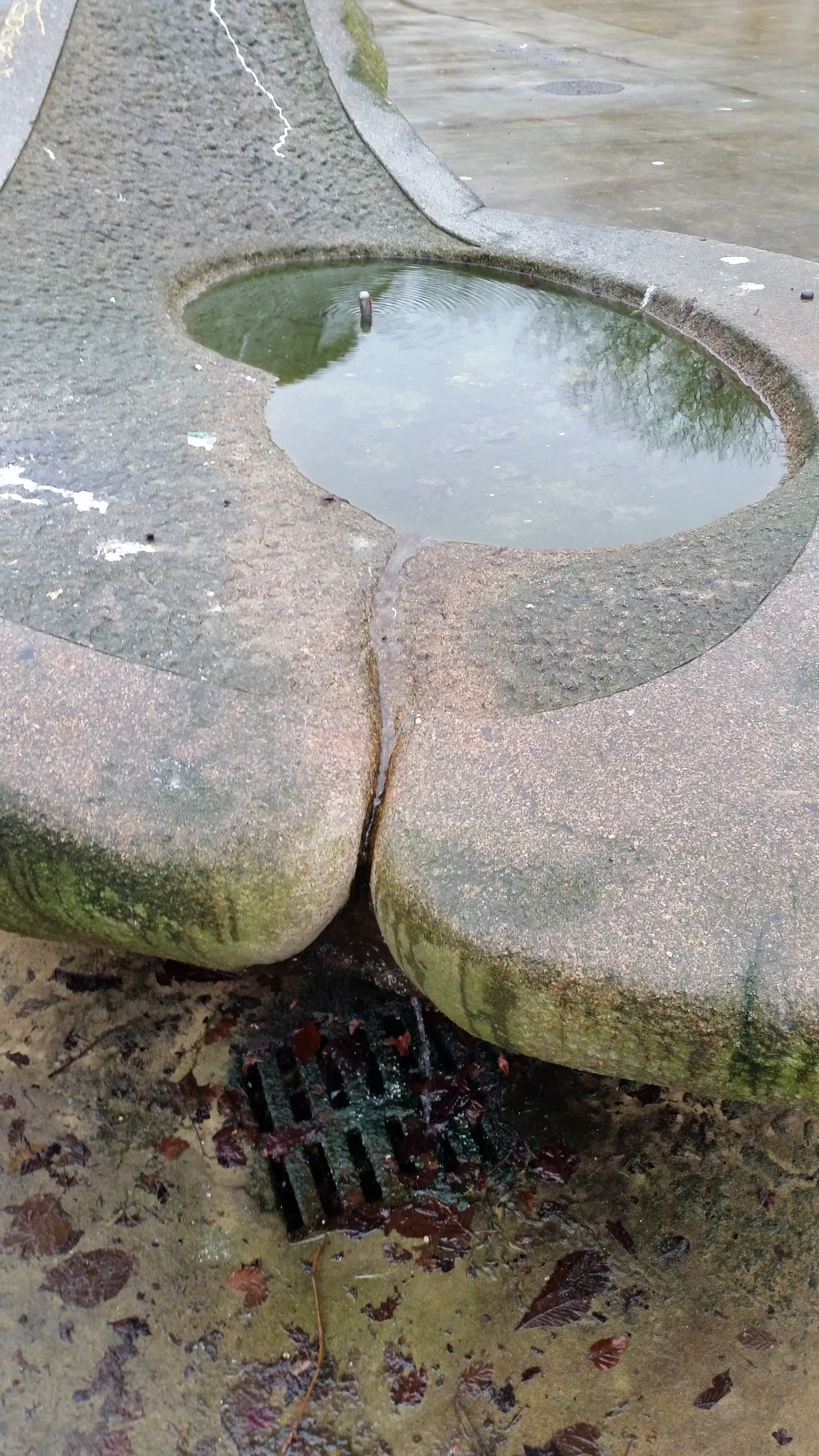
Minifonteintje (januari 2020)

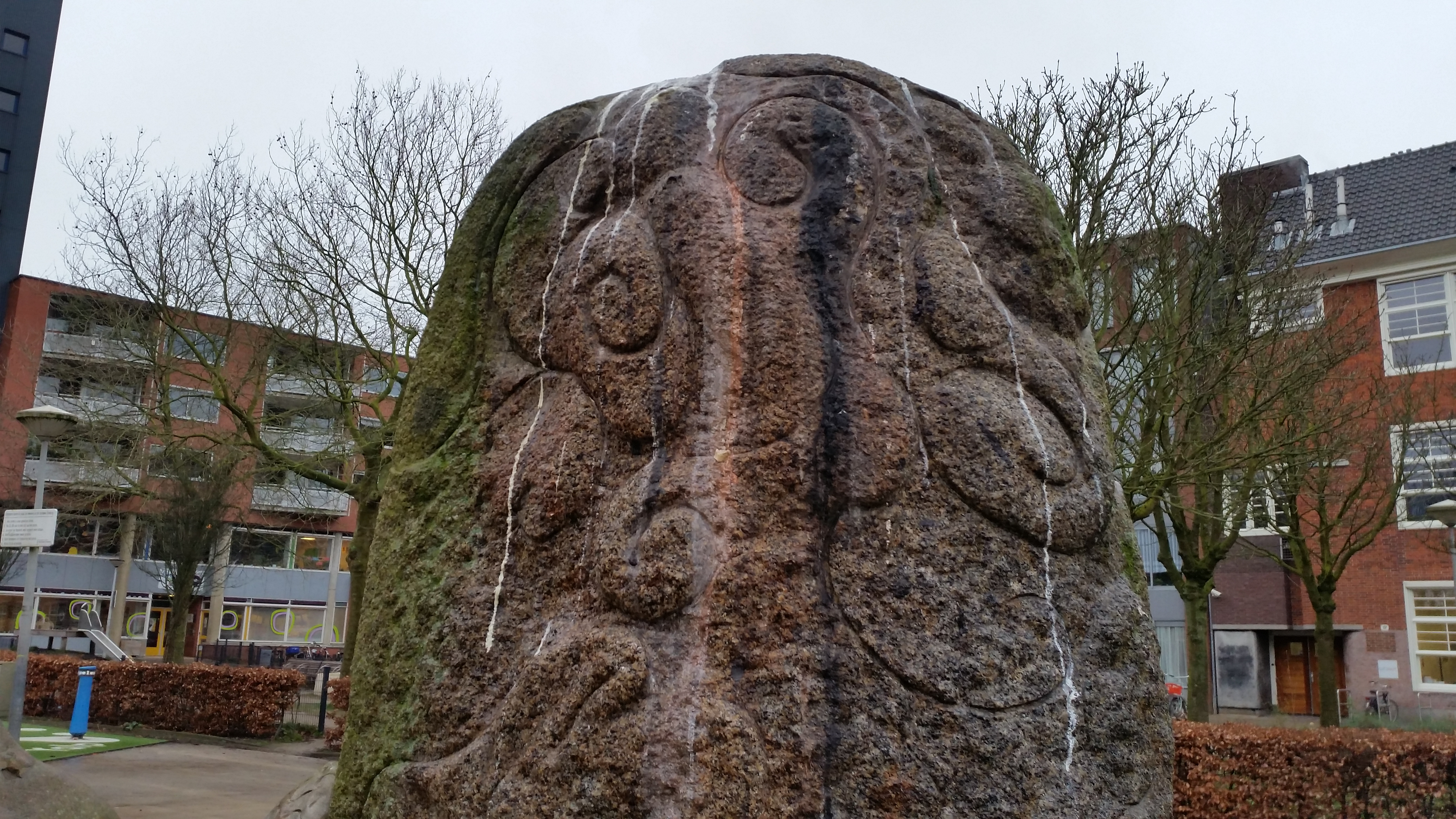
Steenbewerkingen (januari 2020)